# 橋本眞幸
橋本 眞幸（はしもと まゆき、1951年1月10日 - ）は、日本の実業家。三菱マテリアル代表取締役副社長や、SUMCO代表取締役社長を経て、同社代表取締役会長兼最高経営責任者兼取締役会議長。

## 人物・経歴
東京都杉並区出身。東京都立豊多摩高等学校を経て、横浜国立大学工学部卒業後、1976年東京工業大学理学部大学院材料工学修士課程修了、三菱金属（現三菱マテリアル）入社。シリコン事業室長や執行役員シリコン事業部長を務め、SUMCOの支援などにもあたった。2005年執行役員経営企画室長。2006年常務執行役員電子材料事業カンパニープレジデント。2007年代表取締役常務電子材料事業カンパニープレジデント。2011年代表取締役副社長。2012年からSUMCO代表取締役社長を務めた。2016年SUMCO代表取締役会長兼CEO兼取締役会議長。